# Bly(II)hydroxid
Bly(II)hydroxid, även kallat blyoxidhydrat eller blyhydrat, kemisk formel Pb(OH)2, är en hydroxid av bly.
Bly(II)hydroxid erhålls som en vit, i vatten något löslig fällning om man i en lösning av blysalt tillsätter alkalihydroxid eller ammoniak. Bly(II)hydroxid har samtidigt svagt sura och svagt basiska egenskaper, löser sig i överskott av alkali till plumbit och i syror till motsvarande salter samt sönderfaller vid upphettning till 130 °C i blyoxid och vatten.